# Francesco De Pietri
Francesco De Pietri (Napoli, 25 luglio 1575 – 1645) è stato uno storico e giurista italiano.

## Biografia
Si addottorò in utroque iure nel 1598 cominciando l'attività forense agli inizi del secolo successivo. Contemporaneamente proseguì negli studi umanistici grazie ai quali entrò in contatto con importanti intellettuali dell'epoca come Paolo Beni ed Alberico Cibo Malaspina. Fece parte dell'Accademia degli Oziosi scegliendo Impedito come nome accademico.
Attraverso le sue opere giuridiche e storiche si schierò a favore dell'affermazione dei ceti borghesi emergenti mostrando la necessità di un profondo rinnovamento nelle classi che gestivano il potere, ancora saldamente in mano all'aristocrazia feudale. Grazie a questa posizione le sue riflessioni sono considerate essenziali alla preparazione degli eventi che portarono nel 1647 alla rivoluzione e alla costituzione della Repubblica Napoletana.

## Opere

Frontespizio della Cronologia della famiglia Caracciola di Francesco De Pietri

- Cronologia della famiglia Caracciola, Napoli, 1605;
- Dell'historia napoletana, Napoli, 1634;
- I problemi accademici del signor Francesco De Pietri l'impedito accademico ozioso, Napoli, 1642.